# レオ・ローリー・カルナンド
レオ・ローリー・カルナンド（英語: Leo Rolly Carnando、2001年7月29日 - ）は、インドネシアの男子バドミントン選手。世界ジュニア選手権の3種目王者。

## 経歴
ジュニア時代は、2018年に世界ジュニア選手権の混合ダブルスで優勝。2019年には、世界ジュニア選手権の男子ダブルス及び混合団体の2種目で優勝。同年のアジアジュニア選手権では、男子ダブルスと混合ダブルスで2冠王者となった。
プロとなってからは、男子ダブルスのみに専念。ペアはジュニアの頃から同じくダニエル・マーティン。
2022年のシンガポール・オープンでは、準決勝で世界ランク3位の同胞のモハマド・アッサン / ヘンドラ・セティアワンペアを破り、決勝で同じく同胞で世界ランク5位のファジャル・アルフィアン / ムハマド・リアン・アルディアントを破って優勝した。BWFワールドツアー初タイトルとなった。
2023年、1月のインドネシア・マスターズとタイ・マスターズで優勝し、世界ランク10位に突入する。
2024年8月からは3歳年上のバガス・マウラナとペアを組む。結成2大会目の韓国オープンでは、決勝で第1シードの姜敏赫 / 徐承宰を破って優勝。